# Alexander Pschill
Alex Pschill (født 13. juni 1970 i Wien) er en østrigsk skuespiller.
Han har bl.a. været med i TV-serien Kommissær Rex (kan ses på TV2 Charlie), hvor han spiller Marc Hoffmann.